# Smęgorzów
Smęgorzów est une localité polonaise de la gmina de Dąbrowa Tarnowska, située dans le powiat de Dąbrowa en voïvodie de Petite-Pologne.